# Józefula
Józefula (779 m n.p.m.) – szczyt w Paśmie Stożka i Czantorii w Beskidzie Śląskim, w całości na terenie miasta Wisły w województwie śląskim, powiecie cieszyńskim.
Józefula znajduje się w bocznym grzbiecie, który od przełączy Przełącz poprzez Wierch Skalnity opada w północno-wschodnim, a potem w północnym kierunku do doliny Wisły. Zachodni stok opada do potoku Jawornik, wschodni do Dziechcinki.
Józefula jest porośnięta lasem, ale na jej południowym stoku jest duża polana z pojedynczym gospodarstwem.

## Szlak turystyczny
Przez Józefulę prowadzi szlak turystyczny z Wisły na Soszów Wielki.
 Wisła, dworzec PKS – Wierch Skalnity – Józefula – Przełącz - Soszów Wielki. Odległość 8,5 km, suma podejść 470 m, czas przejścia 3 godz., z powrotem 2:10 godz.